# Julien Bahain
Julien Bahain (* 20. April 1986 in Angers, Frankreich) ist ein französisch-kanadischer Ruderer.

## Karriere
Julien Bahain begann im Jahr 1999 mit dem Rudersport in Frankreich. 2003 konnte er als 17-Jähriger bereits bei den Weltmeisterschaften der Junioren im Doppelvierer starten und eine Bronzemedaille gewinnen, im Folgejahr gelang in derselben Bootsklasse mit Platz 5 kein Medaillengewinn.
2005, im ersten Jahr der Senioren-Wettkampfklasse, startete Bahain gleich beim Ruder-Weltcup, er erreichte im offenen Einer das D-Finale um Platz 19 bis 24. Er rückte aber im gleichen Jahr noch in den französischen Doppelvierer auf, der bei den Weltmeisterschaften in Gifu den fünften Platz im Finale belegte. Ein Jahr später ruderte Bahain ebenfalls im Doppelvierer bei den Weltmeisterschaften 2006 auf dem Dorney Lake, wo die französische Mannschaft lediglich den 10. Platz erreichte. Im vorolympischen Jahr 2007, bei den Weltmeisterschaften in München, stimmte die Form dann wieder und der Mannschaft um Bahain gelang der Gewinn der Silbermedaille. Bei den Olympischen Sommerspielen in Peking gewann Bahain Bronze im Doppelvierer, gemeinsam mit den Ruderern Jonathan Coeffic, Pierre-Jean Peltier und Cédric Berrest. Nur wenige Wochen nach den Olympischen Spielen startete Bahain außerdem bei den Europameisterschaften 2008 mit Julien Desprès im Doppelzweier, wo er mit dem EM-Titel seinen ersten internationalen Titel einfahren konnte.
Im Olympiazyklus von London ruderte Bahain zunächst vorwiegend im Doppelzweier mit Cédric Berrest. Bei den Weltmeisterschaften 2009 gewann das Duo die Silbermedaille hinter dem deutschen Duo mit Eric Knittel und Stephan Krüger, bei den Europameisterschaften 2010 in Portugal außerdem die Goldmedaille und bei den Weltmeisterschaften in Neuseeland des gleichen Jahres eine weitere Bronzemedaille. Letztere konnten Bahain und Berrest auch bei den Weltmeisterschaften 2011 verteidigen. Die olympische Saison verlief dann allerdings enttäuschend. Nachdem die Ergebnisse beim Ruder-Weltcup mit drei Finalbeteiligungen noch gestimmt haben, schied das Duo bei den Olympischen Sommerspielen 2012 im Halbfinale aus und belegte letztlich nur den für Bahain enttäuschenden 10. Gesamtrang. Bei der Teilnahme an den Europameisterschaften 2012 wenige Wochen später im Doppelvierer kam mit dem 11. Gesamtrang ebenfalls kein Erfolg zustande.
Nach dem enttäuschenden Verlauf der Spiele von London zog es Bahain, der eine kanadische Mutter und einen französischen Vater hat, nach Kanada. Er fand dort zügig Anschluss an die kanadische Rudernationalmannschaft und startete im Jahr 2014 erstmals für Kanada bei den Weltmeisterschaften in Amsterdam. Im Einer der Männer erreichte er den 10. Gesamtrang. In der Saison 2015 platzierte er sich mit dem kanadischen Doppelvierer auf Rang 11 bei den Weltmeisterschaften auf dem französischen Lac d’Aiguebelette, außerdem gewann er im Doppelvierer sowie im Achter bei den Panamerikanischen Spielen in Toronto zwei Goldmedaillen. Bei der Olympischen Regatta 2016 belegte der kanadische Doppelvierer den achten Platz.
Bahain startete in Frankreich für die Vereine Angers Nautique Aviron und Aviron Toulousain sowie in Kanada für Laval Aviron. Bei einer Körperhöhe von 1,90 m beträgt sein Wettkampfgewicht rund 91 kg.